# Opinión pública

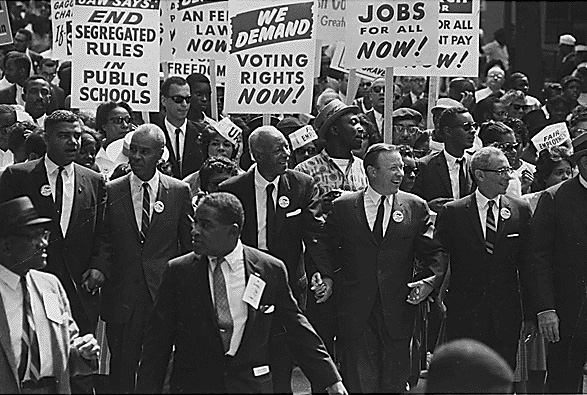
La opinión pública se puede manifestar, entre otras maneras, en las manifestaciones y marchas.

La opinión pública es la tendencia o preferencia, real o estimulada, de una sociedad o de un número relevante de personas hacia hechos sociales que les reporten interés.[cita requerida]

## Formas de opinión pública
Una ley de la antigua Atenas declaraba infame y detestable, castigando con el destierro, al hombre que, tratándose de la causa pública, no manifestaba y declaraba su opinión. Por este medio se sabía el modo de pensar de cada uno.
La opinión pública se manifiesta de distintas formas. Estas formas incluyen acciones colectivas públicamente visibles, como:
- Protestas, la salida a las calles por parte de los trabajadores y obreros de un respectivo lugar.
- Huelgas de trabajadores y colectivos particulares por razones laborales.
- Tomas de establecimientos los paros forzosos y los boicots.
- Los cierres patronales (ningún establecimiento que participa en la manifestación funciona a lo largo de un período determinado).
- Piqueteros, corte de vías de circulación.
- Movimientos sociales

La orientación del voto, el nivel de aprobación o las actitudes frente a colectivos o situaciones sociales también son formas de opinión pública. Durante el siglo XX, se han desarrollado métodos de investigación sociológica, frecuentemente con financiación pública para conocer consensos sociales ampliamente compartidos o actitudes del público hacia ciertos aspectos de la política gubernamental. Recientemente, se ha investigado ampliamente hasta qué punto las redes sociales virtuales son un reflejo fiel de opiniones públicas ampliamente compartidas incluso por personas que no participan en dichas redes.
La opinión pública no siempre es escuchada, depende del gobierno que ostente en ese momento el poder político, si se trata de una dictadura, nunca será atendida, en cambio si estamos ante una democracia es todo lo contrario. Para esta, es muy importante la opinión pública, «el gobierno democrático depende del pueblo».
Las peticiones del pueblo no siempre se cumplen, ya que siempre existe una puja de intereses de diversos sectores, y una lógica que debe racionalizarse para obtener un óptimo resultado.

## Historia de la opinión pública
Desde la doxa griega, la vox populi medieval, la «reputación» de Nicolás Maquiavelo, las «murmuraciones varias del pueblo» de Diego Saavedra Fajardo o la «apariencia» de Maquiavelo o de Baltasar Gracián, hay toda una serie de precedentes que muestran cómo los gobernantes han tenido, desde siempre, interés por conocer qué piensan de ellos sus súbditos o ciudadanos. Sin embargo, el término "opinión pública" aparece por vez primera en 1750 en la obra de Jean Jacques Rousseau Discurso sobre las ciencias y las artes.
En la Antigüedad, la opinión pública se remitía simplemente al diálogo que establecían los notables, es decir, solo aquellos que no dependían económicamente de otros. Los demás, no podían opinar y dialogar sobre las cuestiones de la polis, ya que solo eran aptos para trabajos manuales. Consecuentemente, imperaba la marginalidad en el espacio público y no existía el diálogo sobre los asuntos públicos como discusión extendida a todas las capas de la sociedad.
Posteriormente, esa situación empezó a cambiar. Se conceptualizaba entonces como la opinión «del pueblo». Durante el siglo XVIII español, el concepto de opinión pública equivalía a «opinión de la multitud», normalmente expresada a través de una reunión masiva. A finales de este siglo, sin embargo, empieza a adquirir connotaciones cualitativas y adquiere las notas propias que le otorgaría el liberalismo, como instrumento de guía y control del gobernante.
Se podría alegar que esa concepción correspondía a la del despotismo ilustrado y se refleja en dichos comunes en esa época: «todo para el pueblo, pero sin el pueblo» (José II): «La mejor forma de gobierno es la que nos enseña a gobernarnos (en el sentido de controlarnos) a nosotros mismos» (Goethe);[cita requerida] y ¡razonad tanto como queráis y sobre lo que queráis, pero obedeced! (Immanuel Kant).
El liberalismo moderado, sin embargo, modificó el concepto de opinión pública relacionándola a los «ciudadanos instruidos», distinguiendo entre opinión legal (expresada por el Parlamento) y natural (derivada de los ciudadanos). Una opinión que solo podía manifestarse a través de medios jurídicos reglados: la libertad de prensa, el derecho de petición y el sufragio. Esto, por un lado, la restringió: el número de ciudadanos instruidos era muy bajo; y por el otro la extendió: para ser instruido no era requisito ser noble o miembro de las clases gobernantes. Esta reformulación coincide con la visión de los teóricos de la democracia liberal clásica (Jean-Jacques Rousseau, John Locke, Alexis de Tocqueville).
Se puede alegar que ambas concepciones están basadas en un principio básico de la Ilustración (véase Immanuel Kant: ¿Qué es Ilustración?).
Con el surgimiento de la cultura de masas y la expansión técnica, productiva del modelo fordista y expansión de la burocracia, comienza un progresivo ensanchamiento del término hasta que a fines del siglo XX tal como lo observa ya a fines del siglo XIX Gabriel Tarde: el ciudadano es la población misma, ahora transformada en «el público ».
En el presente el concepto esta íntimamente ligado con los «muestreos de opinión pública», aproximación que se basa en la necesidad y habilidad de organizaciones estatales, empresariales y educativas que comenzaron a desarrollar métodos que permitían la selección relativamente imparcial de participantes y la recogida sistemática de datos entre un amplio y variado sector del público. Esto ocurrió entre la década de 1930 y de 1940. Entre los pioneros en este sector se encuentra el analista estadounidense George Horace Gallup, inventor del sondeo que lleva su nombre. 
Desde la década de 1950 comenzó el criterio estadístico, cuya mayor crítica ha sido el grado de representatividad, cuestión contenida en las teorías de estadística social.

## La opinión pública según el estatus social
«Por opinión pública se entiende la valoración realizada o expresada –un pronunciamiento sobre un posicionamiento- por determinada comunidad social, acerca de un evento, oportunidad, problema, reto o expectativa que llega a su conocimiento»[cita requerida]

### La clase social como indicador directo del estatus o prestigio social

#### Evolución de las clases sociales
Desde los inicios de la humanidad, esta se ha organizado en torno a la división en clases sociales, las cuales, han ido evolucionando a lo largo de los años desde la básica estamentación en clase alta y clase baja de las sociedades feudales, pasando por la aparición de la clase media en la revolución industrial, hasta el concepto de sociedad del bienestar y el surgimiento, según Pierre Bourdieu, de la clase popular. La aparición de esta cuarta clase media-baja, se debió a la afluencia de trabajadores especializados y técnicos medios con la extensión del sector de servicios públicos y la denominada sociedad de consumo. En palabras de José Félix Tezanos, en España este hecho marcó la tendencia de la sociedad hacia la diversificación, ya que significó una disminución en la radicalidad de los escalones sociales ante la creación de las denominadas nuevas capas, y hacia la postura política de “centro”. Se calcula que actualmente en los países desarrollados, la clase popular supone el 40 % de la población frente al 35 % de clase media, el 5 % de clase alta y del 20 % repartido entre el resto de capas.
Estudios recientes sobre esta evolución estructural, han apuntado la aparición de capas intermedias ente las clases media y alta (clase media alta), que disfrutan de un buen nivel de bienestar que combinan con la defensa de la libertad, el pacifismo y la protección medioambiental. Esta clase, llamada posmaterialistas, supone un cambio, ya que la defensa de dichos valores había tenido hasta la fecha una relación inversamente proporcional (descenso) a medida que mejoraba el estatus social.
Los trabajadores del conocimiento suponen un paso más. Este nuevo grupo surgido hace escasos años, con la sociedad de la información, se definen por tener un estilo de trabajo y vida dedicados al manejo de la complejidad informativa y a la capacidad comunicativa. Es decir, los trabajadores de la sociedad de la información y del denominado cuarto poder.

#### Análisis de las variables: empleo, educación y patrimonio
Para analizar la incidencia de la situación de la persona en la determinación de la pertenencia del individuo a una clase social, partimos de que este concepto de estatus social se compone de tres variables: La variable inicial que consiste en la situación de empleo/ingresos/renta, más las añadidas por Pierre Bourdieu, que son el nivel educativo y el patrimonio o herencia patrimonial.
La relación o proporción con la que funcionarían estas dos últimas al respecto de la clasificación social y su relación con la opinión sería la siguiente:
- A mayor nivel de estudios, la disposición es tener una mente más abierta combinada con una mayor independencia económica.
- Un mayor patrimonio, otorga estabilidad, seguridad y respaldo –económico-, por lo que la confianza en el futuro aumenta propiciando una mente más liberal y progresista posible gracias a la disminución del miedo al riesgo o al futuro.

En cuanto a la influencia de la situación de empleo o el nivel de ingresos del individuo, la historia la explica desde que Karl Marx definió al trabajador asalariado en su posición de lucha y conflicto frente al propietario o dueño. Con el paso de los años, la crisis industrial de los años setenta significó la división de los mercados laborales, según los tres tipos de contextos en los que realizaban su actividad, los cuales produjeron, a su vez, distintas mentalidades políticas:
- En los mercados de trabajo independiente —empresa grande o grandes cargos de la administración pública—, gracias a la seguridad, buen salario y nivel tecnológico, la mentalidad del trabajador puede priorizar aspectos tales como la calidad de vida compaginada con la preocupación por el medio ambiente y, el aumento de su movilidad.
- En el mercado secundario o subordinado —medianas o pequeñas empresas frecuentemente subcontratas de las grandes—, al carecer de estabilidad en el trabajo, al tener un bajo nivel de salario y tecnológico, la mentalidad política es desarrollista, y asocia este concepto al crecimiento económico en relación directa con el aumento de sus salarios. Es decir, asume una preocupación económica respecto a su calidad de vida.
- En el mercado de trabajo precario, el trabajador no cualificado, con un bajo nivel tecnológico, sin contrato —economía sumergida— y cuyo sueldo se calcula según rendimiento, se posiciona con una mentalidad sociopolítica en la que es esencial la defensa y la lucha por conseguir subsidios públicos y buscar la protección estatal. Es decir, prima la supervivencia y preocupación por el respeto a los derechos básicos constitucionales de la persona.

### Influencia de la clase social en la formación de la opinión pública
Debemos partir de la idea de que pertenecer a una misma clase social no es sinónimo de poseer una identidad compartida. Es decir, no significa que todos los integrantes de la clase alta posean la misma ideología, los mismos valores y las mismas tendencias. Aunque, no obstante, la clase social suele determinar, de forma contundente, ciertos aspectos como el comportamiento social, las ideas político-económicas o sus valores ético-morales en su filosofía de vida ya que, al fin y al cabo, comparten una mismo espacio geográfico-social característico, en función del rol derivado del estatus otorgado por la sociedad.
En conclusión, se ha demostrado que el bienestar socioeconómico derivado del resultado de las variables que determinan la clase social y el estatus, condicionan determinantemente o influencian la opinión del individuo según el principio de formación exógena —que viene del exterior hacia el interior— en la que, la concepción y el entendimiento personal se crea a partir de dos hechos relacionados: la percepción selectiva de los hechos en función de las implicaciones afectivas y sentimentales (impulso afectivo), y la que está sobre la base de nuestras experiencias vitales desarrolladas en grupo, es decir, que las tenemos en sociedad porque el hombre es un animal social. Así, aunque la opinión pública no está formada por la suma de las opiniones individuales, ni es el resultado de la opinión de la mayoría, si analizamos su definición operativa: «Por opinión pública se entiende la valoración realizada o expresada —un pronunciamiento sobre un posicionamiento— por determinada comunidad social, acerca de un evento, oportunidad, problema, reto o expectativa que llega a su conocimiento», es innegable en ella, que las clases o estatus y, por lo tanto, el contexto social en el que se desenvuelve el individuo, realizan una influencia explícita en la tendencia o rumbo de dicha opinión colectiva.
Desde la perspectiva de la opinión pública, se dirá que esta se encuentra dividida cuando existan distintas posiciones confrontadas ante determinada cuestión, por razones distintas o al margen de las divisiones de opinión que se puedan esperar por causas de estratificación sociopolítica.

## La opinión pública hoy tiene mucho interés estratégico
Los gobiernos y empresas utilizan los sondeos para conocer la opinión pública sobre cuestiones de interés como los índices de desempleo, mercado y de criminalidad entre otros indicadores sociales y económicos.
Walter Lippmann, en su libro Opinión pública (1922), cuestiona que sea posible una auténtica democracia en la sociedad moderna. Esta crítica se fundamenta en su noción de estereotipo, de la cual es inventor: los esquemas de pensamiento que sirven de base a los juicios individuales convierten en ilusoria la democracia directa.
El filósofo alemán Jürgen Habermas desarrolló una teoría de gran influencia sobre el surgimiento de la opinión pública. Habermas concibe esta como un debate público en el que se delibera sobre las críticas y propuestas de diferentes personas, grupos y clases sociales. Para Habermas, después de su desarrollo en el siglo XVIII, el espacio público donde es posible la opinión pública y que es “controlado por la razón” entra en declive, puesto que la publicidad crítica dará poco a poco lugar a una publicidad «de demostración y manipulación», al servicio de intereses privados. Las tesis de Habermas han sido contrastadas críticamente, en lo que se refiere a la evolución de la opinión pública, por la historiadora francesa Arlette Farge en el libro Dire et mal dire (editorial Seuil, París, 1992), donde la autora pone de manifiesto que la opinión pública no emerge solamente de la burguesía o de las élites sociales cultivadas, sino también de la gran masa de la población. Esta, que Farge estudia a partir de los informadores colocados en todo París por el inspector general de Policía, fragua por sí misma los conceptos de "libertad de opinión" y "soberanía popular".
El sociólogo francés Pierre Bourdieu ha afirmado, de manera célebre, que «la opinión pública no existe», tomando en cuenta que la estadística no es garantía de imparcialidad, pues al ser un análisis social no hay neutralidad valorativa en la formulación de los protocolos y cuestionarios. Los medios de comunicación, además de tomar postura, difunden las opiniones que desean. Otras críticas residen en temas técnicos tal como el grado de error muestral, tamaño de la muestra, representatividad de la población, etc. Sin embargo, existe en la opinión pública contemporánea un grado alto de confianza a los sondeos debido en gran parte a la influencia de los medios de comunicación.
Elisabeth Noelle-Neumann desarrolla con notable repercusión su teoría sobre La Espiral del Silencio (1995). Según esta autora, la opinión pública son todas aquellas opiniones sobre hechos controvertidos expresadas en público sin temer caer en el aislamiento por lo que el individuo, para no encontrarse en este, puede renunciar a su propio juicio o evitar exponerlo públicamente si considera que no responde a la opinión dominante o a los criterios socialmente considerados «normales»; cabe destacar que en la creación de esta opinión pública los medios de comunicación también tienen un papel clave. Ese temor al aislamiento social formaría parte de todos los procesos de conformación de la opinión pública, concepto que mantendría vínculos estrechos con los de sanción y castigo.

## La opinión pública y el efecto de consenso
Cuando se habla de opinión pública se recurre a la idea de un consenso, es decir se hace referencia a que existe una idea de la opinión pública como la suma de opiniones individuales que hacen mayoría. Según Pierre Bourdieu, la opinión pública no existe cuando se mide por w
Uesondeos, pues desde la manera en la que se redactan las preguntas de los sondeos, hay un sesgo. Además, se le pide a las personas que opinen sobre temas políticos, pero las preguntas apelan a los principios morales del individuo. Por ejemplo, si le preguntan a una persona si está de acuerdo con el aborto, esta respuesta se daría desde sus valores, pero tal vez si se expone un caso a la persona en donde se hagan evidentes las razones o el contexto de una mujer que quisiera abortar, la persona podría responder desde una perspectiva más neutral y sobre todo cercana a su posición política. Teniendo en cuenta lo anterior, la opinión pública en lugar de entenderse como un consenso de ideas individuales, puede entenderse mejor siguiendo ideas de autores como Bourdieu como un sistema de fuerza, posiciones de poder que se enfrentan o se relacionan dentro de las esferas públicas.

## La opinión pública e Inteligencia artificial
Como argumentan Domingo García Marzá y Patrici Calvo en el libro Algoritmic democracy,.el actual proceso de algoritmización de la sociedad y sus diferentes esfera funcionales, como la democracia, está produciendo impactos muy negativos sobre los procesos de construcción de opinión pública. Los algoritmos, especialmente aquellos dotados de Inteligencia artificial generativa, están colonizando la esfera pública e intoxicando con datos sintéticos los difernetes procesos de construcción de opinión pública que dan o quitan sentido y legitimidad a las acciones y decisiones de los gobiernos. Se trata de un proceso algoritmico de sintetificaciónde la realidad social, política y moral cuyas consecuencias intencionadas o inintencionadas distorsionan el consenso sobre diferentes cosas de la democracia, produciendo un aumento de la entropía social, de la legitimación de las injusticias, de la brecha de las desigualdades, entre otas cosas Como resultado de la colonización algorítmica de la esfera pública y los procesos de sinteficación de la realidad, aparecen nuevas formas de opinión que, como la opinión pública artificial y opinión pública sintética, producen un aumento de la incertidumbre y la desconfianza en las instituciones públicas y un descenso de la confianza que la sociedad civil deposita en ellas